# Alba-la-Romaine
Alba-la-Romaine is een gemeente in het Franse departement Ardèche (regio Auvergne-Rhône-Alpes). De plaats maakt deel uit van het arrondissement Privas. Alba-la-Romaine telde op 1 januari 2022 1.538 inwoners.
Naast het Middeleeuwse stadscentrum staat een archeologische site waar ooit de Romeinse stad Alba Helviorum stond.

## Geografie
De oppervlakte van Alba-la-Romaine bedroeg op 1 januari 2022 30,46 vierkante kilometer; de bevolkingsdichtheid was toen 50,5 inwoners per km².
De onderstaande kaart toont de ligging van Alba-la-Romaine met de belangrijkste infrastructuur en aangrenzende gemeenten.

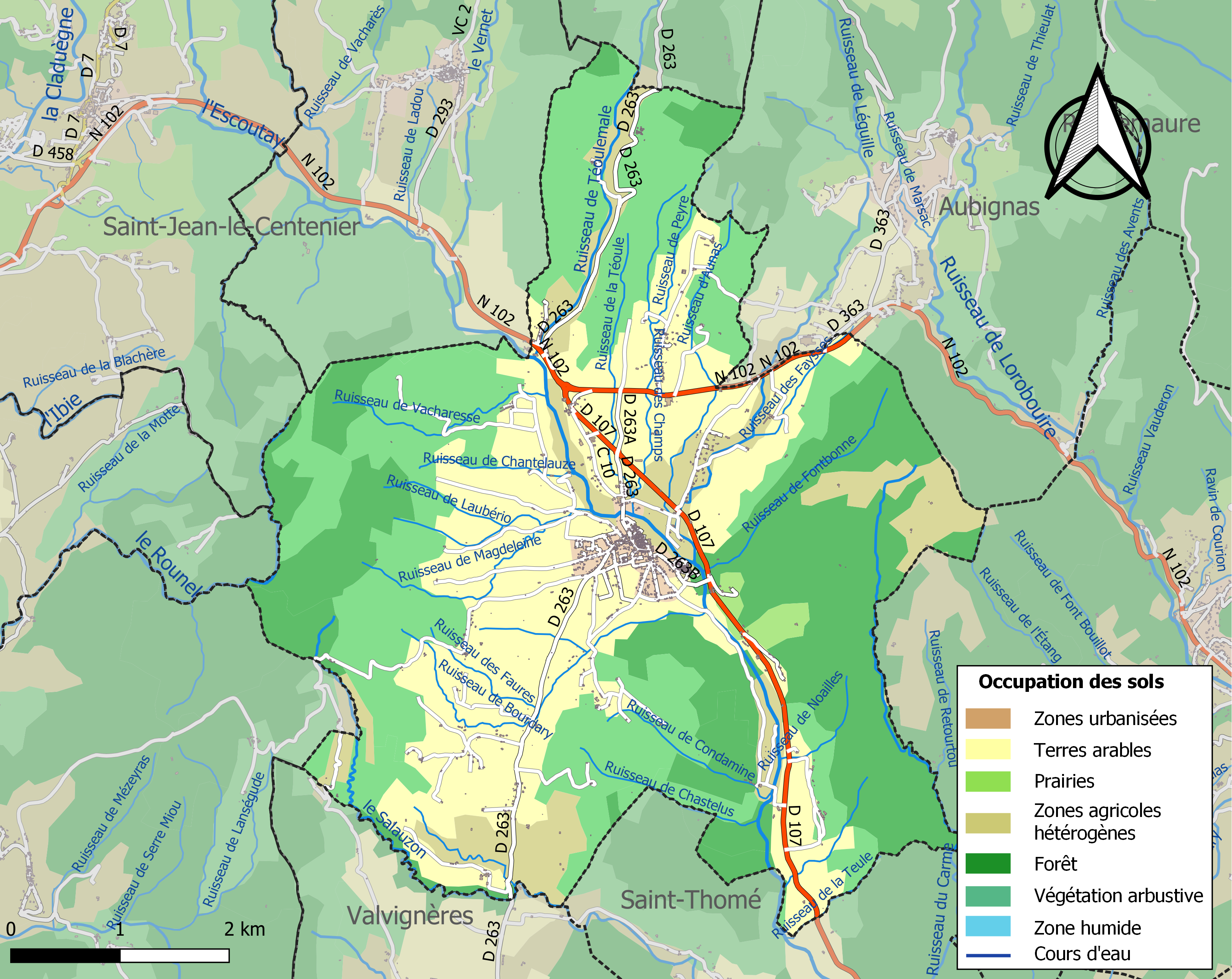

## Demografie
Onderstaande figuur toont het verloop van het inwonertal (bron: INSEE-tellingen).

Vanwege een beveiligingsprobleem met de MediaWiki Graph-software is het momenteel niet mogelijk deze grafiek weer te geven. Zodra de software is bijgewerkt zal de grafiek vanzelf weer zichtbaar worden.